# Panico Paura Compilation
La Panico Paura Compilation è una compilation, pubblicata il 29 giugno 2010, che prende il nome dall'omonimo tormentone lanciato dal programma radiofonico Lo Zoo di 105.

## Tracce
1. Panico Paura – 3:09 (I Tamarri)
2. Love 2 Party (Paki & Jaro Yellow Radio Edit) – 3:09 (Gabry Ponte vs. Spoonface)
3. I Love David Guetta – 3:39 (Soundboy)
4. Paradise (Molella & Jerma Edit) – 3:12 (Molella feat. Alessia D'Andrea)
5. Play With Me – 4:09 (DJ Spyne & Pippo Palmieri)
6. Take Control (Sted E & Hybrid Heights Radio Mix) – 3:42 (Julissa Veloz)
7. Something I Should Know (Marco Branky Remix) – 3:22 (LA MISS)
8. Oye Baby – 3:00 (Nicola Fasano feat. Pitbull)
9. Hot (Play & Win Club Version) – 3:41 (Inna)
10. Move Your Body 2010 (Gabry Ponte Radio Rework) – 3:23 (Eiffel 65)
11. Ocean of Love – 3:18 (Darren Bailie presents MLKB & Damae)
12. Vedo cose che gli altri non vedono – 3:42 (Paolo Noise feat. Danti)
13. Miami – 3:19 (Wender feat. Gino lo spazzino & Sopreman)
14. Myself Into Myself (Paki & Jaro Magenta Mix Radio) – 3:45 (Babylonia)
15. Chica Bomb – 3:33 (Dan Bălan)
16. Rock The Dex – 3:53 (Gabry Ponte)
17. Panico Paura (Quartoggiaro Rmx Edit) – 3:24 (I Tamarri)
18. Fire (Gabry Ponte Radio Edit) – 3:36 (Matteo Maddè feat. Jean Diarra vs. Gabry Ponte)